# Змеинка (Кемеровская область)
Зме́инка — деревня в Крапивинском районе Кемеровской области. Входит в состав Банновского сельского поселения.

## Название
Деревня получила своё название из-за большого обитания в её окрестностях змей. По рассказам старожилов, в лесах близ деревни часто встречались змеи, в т.ч. и ядовитые (гадюка обыкновенная), но чаще всего здесь встречается уж обыкновенный.

## География
Деревня Змеинка расположена на правом берегу реки Томь при впадении в неё реки Большая Змеинка (правый приток Томи). На границе таёжной и лесостепной зон Притомья. Центральная часть населённого пункта расположена на высоте 132 метров над уровнем моря.

## Природа
Деревня расположена на стыке тайги и лесостепи. Однако вблизи самой деревни сосредоточен лиственный лес.
Климат резко континентальный. Температура воздуха зимой -25 - (-30С). Летом +30С. Устойчивый снежный покров с октября/ноября по апрель.

## Население
По данным Всероссийской переписи населения 2010 года, в деревне Змеинка проживает 18 человек (13 мужчин, 5 женщин). Деревня в большей мере представляет из себя дачный посёлок. В летние месяцы население деревни увеличивается за счет приезжих дачников.

## Транспорт
Деревня Змеинка изолирована в плане транспорта. Дорог с твёрдым покрытием нет. От села отходит грунтовая дорога в сторону деревни Комаровка. Так же по этой дороге можно добраться до кордонов заповедника Кузнецкий Алатау. Дорога проходима только для внедорожников.
До 2014 г. было нерегулярное сообщение водным транспортом по реке Томь с городом Кемерово. До начала 1990-х гг. перевозки осуществлялись Кемеровским филиалом Западно-Сибирского речного пароходства Мин. Речфлота РСФСР. Курсировали скоростные пассажирские теплоходы «Заря». В 1990-е-2000-е гг. (примерно до 2008 г.) нерегулярные перевозки стали осуществляться Кемеровским Речным Портом. Ввиду общего экономического упадка в стране деятельность Кемеровского речного порта стала убыточной и рейсы Кемерово-Змеинка стали нерегулярными. В конце 2000х гг. предприятие было признано банкротом. Теплоходы «Заря» были проданы на металлолом. Так как в конце 2000-х Государственным речным регистром была запрещена эксплуатация теплоходов данного типа на регулярных пассажирских линиях. Позже было образовано Новокузнецкое государственное водно-транспортное предприятие Кемеровской области (в том числе и кемеровский филиал). Перевозки (опять же нерегулярные) стали осуществляться на скоростных катерах КС-207 по маршруту Кемерово-Тюльберский Городок-Ивановка-Змеинка (83 км). Рейсы выполнялись два раза в неделю (утром в Пт и днем в Вс). Однако в 2014 г. данное предприятие признано банкротом. Рейсы катера КС-207 и без того нерегулярные прекратились. Деревня Змеинка осталась без регулярного транспортного сообщения.
Паромная переправа представлена частными моторными лодками, связывающими деревню с левобережный частью Крапивинского района. По левому берегу Томи проходит автомобильная дорога Банново-Крапивино.